# Otroeda cafra
Otroeda cafra is een vlinder uit de familie spinneruilen (Erebidae), onderfamilie donsvlinders (Lymantriinae). De wetenschappelijke naam van deze soort is voor het eerst geldig gepubliceerd in 1780 door Drury.
De soort komt voor in tropisch Afrika.